# La dolce Vita (tanec)
Inscenace La Dolce Vita ([la ˈdolče ˈviːta]; česky „Sladký život“) je taneční drama pražských DEKKADANCERS. Autorem námětu a choreografie je Štěpán Pechar, jenž se spolu s dramaturgem Štěpánem Benyovszkým podílel na režii; hrdinou kusu je šestice Pražanů, žijících bez domova. Taneční show měla premiéru ve velkém sále holešovických Jatek78 dne 9. dubna 2024.
Sladký život vznikl ve spolupráci s organizacemi Armáda spásy, Nový Prostor a Pragulic.

## Tvůrci
- Štěpán Pechar – námět, choreografie a režie
- Štěpán Benyovszký – dramaturgie a režie
- Jan Šikl – hudba
- Pavel Knolle – scéna a kostýmy
- Lukáš Brinda – světelný design
- Tereza Baschová, Pavel Knolle – produkce
- Zuzana Hošková, Hynek Toman – PR & marketing
- Pavel Hejný – vizuál
- Jakub Červenka – fotografie
- Natalie Metodijeva, Adriana Štefaňáková, Nela Štarková, Florian Garcia, Albert Kaše, Patrik Čermák – tanečnice a tanečníci

## Citát
| „                | Zajímají mě témata hořkosladká, rezonující a aktuální, pestrá a odvážná nebo i poněkud kontroverzní. […] Bylo těžké poslouchat reálné příběhy lidí, kteří žijí na ulici (a že jich bylo dost), a hledat rovnováhu mezi tím, že chcete zpracovat představení, které bude divácky atraktivní, přičemž zůstanete věrný problematice. Také bylo těžké dát vzdát se potřeby zalíbit se každému. Ale je to nutné, pokud chcete vytvořit něco, za čím si sám stojíte a co má názor. | “ |
| — režisér Pechar | |   |